# Carl Nixon
Carl Nixon (* 1967 in Christchurch) ist ein neuseeländischer Autor von Romanen, Kurzgeschichten und Dramen. Er adaptierte Lloyd Jones’ Roman The Book of Fame und J. M. Coetzees Schande für das Theater. Er gewann mit seinen Werken viele Preise, u. a. den Katherine Mansfield Short Story Contest. 2007 war Nixon der Ursula Bethell/Creative New Zealand Writer in Residence an der University of Canterbury. Dort vollendete er seinen ersten Roman Rocking Horse Road. Darüber hinaus schrieb er zahlreiche Theaterstücke für Kinder.
Carl Nixon hat einen Masterabschluss in Theologie von der Universität Canterbury. 1993 unterrichtete er ein Jahr lang Englisch an der Linwood High School in Christchurch. Danach verbrachte er zwei Jahre in Japan und unterrichtete auch dort. Seit 1997 widmet er sich vorwiegend seiner schriftstellerischen Tätigkeit, die Dramen – sowohl Komödien als auch Tragödien –, Kurzgeschichten und Romane umfasst.
Nixon gewann für seine Kurzgeschichten viele Preise und kam häufig in die engere Wahl (Shortlist). Er gewann zweimal die Sunday Star Times Short Story Competition für My Father Running with a Dead Boy (1997) und Weight (1999). 2007 gewann er den renommierten Katherine Mansfield Short Story Contest. Mit seiner Sammlung von Kurzgeschichten Fish'n Chip Shop Song (Random House, 2006) brachte er es 2007 auf die Shortlist des Commonwealth Writers’ Prize in der Kategorie "Best First Book Southeast Asia and South Pacific Region".
2006, während seiner Zeit als Ursula Bethell/Creative New Zealand Writer in Residence, vollendete Carl Nixon seinen ersten Roman Rocking Horse Road, der 2007 bei Random House veröffentlicht wurde, wie auch sein zweiter Roman Settler's Creek (2010) und sein dritter Roman The Virgin and the Whale (2013).
Nixons Tätigkeiten im dramatischen Bereich beinhalten die Adaptionen von Lloyd Jones' Roman The Book of Fame und des Romans Schande des Nobelpreisträgers J.M. Coetzee. Seine Theaterstücke The Raft und The Birthday Boy wurden jeweils 2007 und 2008 am Court Theatre uraufgeführt und seitdem im ganzen Land produziert. Sein jüngstes Stück Two Fish 'n' a Scoop hatte im Oktober 2010 seine Erstaufführung am Court Theatre. Darüber hinaus schrieb Nixon einige Theaterstücke für Kinder, u. a. The Little Mermaid (2000), The Reluctant Dragon (2000) und The Beauty and the Beast (2000). Er veröffentlichte außerdem einen Roman für Jugendliche mit dem Titel Guardians of Mother Earth (1997).
Eine deutsche Übersetzung von Nixons Roman Rocking Horse Road erschien Ende Juli 2012. Im September 2013 erschien sein zweiter Roman Settlers Creek in deutscher Übersetzung. 2015 folgte die Übersetzung von The Virgin and the Whale unter dem Titel Lucky Newman. 2019 erschien die Übersetzung der Storysammlung Fish 'N' Chip Shop Song auf Deutsch. Im Mai 2023 folgte die Veröffentlichung seines vierten Romans The Tally Stick unter dem Titel Kerbholz.